# سریوژا آراکلیان
سریوژا مناتساکانی آراکلیان (ارمنی: Սերյոժա Մնացականի Առաքելյան (Սերգեյ Առաքելյան)؛ زاده ۲۵ مهٔ ۱۹۳۱) بازیگر، تاریخ‌نگار هنر و موزه‌شناس اهل ارمنستان است. وی از سال میلادی تاکنون مشغول فعالیت بوده است.

## زندگی‌نامه
وی در ۲۵ مهٔ ۱۹۳۱ در ایروان به دنیا آمد . وی در تئاتر کمدی موزیکال پارونیان، موزه هنر و ادبیات چارنتس، گروه سازهای فولکلور رادیو ملی ارمنستان، تالار آکادمی ملی اپرا و باله آلکساندر اسپنداریان و فرهنگستان دولتی تئاتر سوندوکیان فعالیت کرده است. وی همچنین برنده جوایزی همچون چهره فرهنگی شایسته جمهوری ارمنستان شد.